# Ivenca
Ivenca – wieś w Słowenii, w gminie Vojnik. W 2018 roku liczyła 164 mieszkańców.